# Ruta 28 (Bolivien)
Die Ruta 28 ist eine Nationalstraße im südamerikanischen Andenstaat Bolivien.

## Streckenführung
Die Straße hat eine Länge von 165 Kilometern und führt durch die nordöstlichen Ausläufer der Cordillera de Lípez.
Die Ruta 28 verläuft von Osten nach Westen im westlichen Teil des Departamento Tarija und im südlichen Teil des Departamento Potosí. Die Straße zweigt in der Stadt Padcaya von der Ruta 1 ab und erreicht nach 165 Kilometern die Stadt Villazón.
Die Ruta 28 ist auf den ersten dreizehn Kilometern asphaltiert, auf der restlichen gesamten Länge besteht sie aus Schotter- und Erdpiste.

## Geschichte
Die Straße ist mit Ley 2944 vom 27. Januar 2005 zum Bestandteil des bolivianischen Nationalstraßennetzes Red Vial Fundamental erklärt worden.

## Streckenabschnitte

### Departamento Tarija
- km 000: Padcaya
- km 013: Abra de San Miguel
- km 018: Cañas
- km 023: Canchas Mayu
- km 025: Camacho
- km 056: Yutu Cancha
- km 058: Rosario
- km 076: Huayllajara
- km 098: Pulario

### Departamento Potosí
- km 102: Tincuya
- km 118: Salitre
- km 143: Yanalpa
- km 165: Villazón